# Zwickauer Damm
Zwickauer Damm – stacja metra w Berlinie na linii U7, w dzielnicy Gropiusstadt, w okręgu administracyjnym Neukölln. Stacja została otwarta w 1970.